# Koniuchy (gmina Bujwidze)
Koniuchy (lit. Kaniūkai) − wieś na Litwie, w rejonie wileńskim, 1 km na południe od Bujwidzów, zamieszkana przez 54 ludzi. Przed II wojną światową w Polsce, w powiecie wileńsko-trockim województwa wileńskiego.